# 鹿児島商業高等学校
鹿児島商業高等学校（かごしましょうぎょうこうとうがっこう）は、鹿児島県鹿児島市西坂元町にある市立の商業高等学校。通称は「鹿商（かしょう）」、地元では「商業（しょうぎょう）」。
2015年に鹿児島県立楠隼中学校・高等学校が開校するまでは、公立高校としては西日本唯一かつ日本最南端の正式な男子校であった。また、公立商業高校として最後の男子校であったが、2024年4月に共学化した。

## 概要
歴史
1894年（明治27年）に「鹿児島簡易商業学校」（実業学校）として開校。1948年（昭和23年）の学制改革により新制高等学校となった。現校名になったのは1957年（昭和32年）。2014年（平成26年）に創立120周年を迎えた。卒業生の総数は1894年（明治27年）の創立以来25,000名をこえる。応援団も結成しており、応援歌「錦江湾頭」も制定され、高校野球の応援などでも歌われている。また、学食も設置。かつて制服は男子校の伝統でもある金ボタン5個の黒の詰襟学生服（標準学生服）であったが、2024年4月の共学化に伴い男女ともブレザーとなった。
設置課程・学科
全日制課程 3学科
- 商業科
- 情報処理科
- 国際経済科

校訓
「誠實（誠実）・勤勞（勤労）」
校章
「日本人の魂」と「士魂商才」を表す桜の花弁の絵を背景にして、中央に「商」の文字を置いている。
校歌
作詞は田代通廣、作曲は白尾義野助による。歌詞は3番まであり、3番に校名の「鹿商」が登場する。

## 沿革

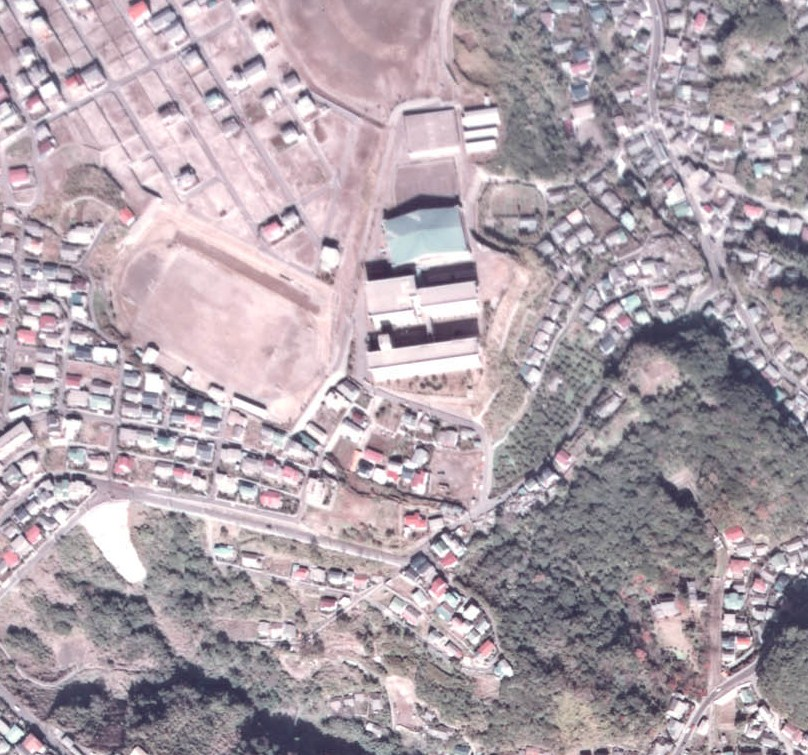
中央部に見えるのが鹿児島商業高校。
（昭和49年撮影）

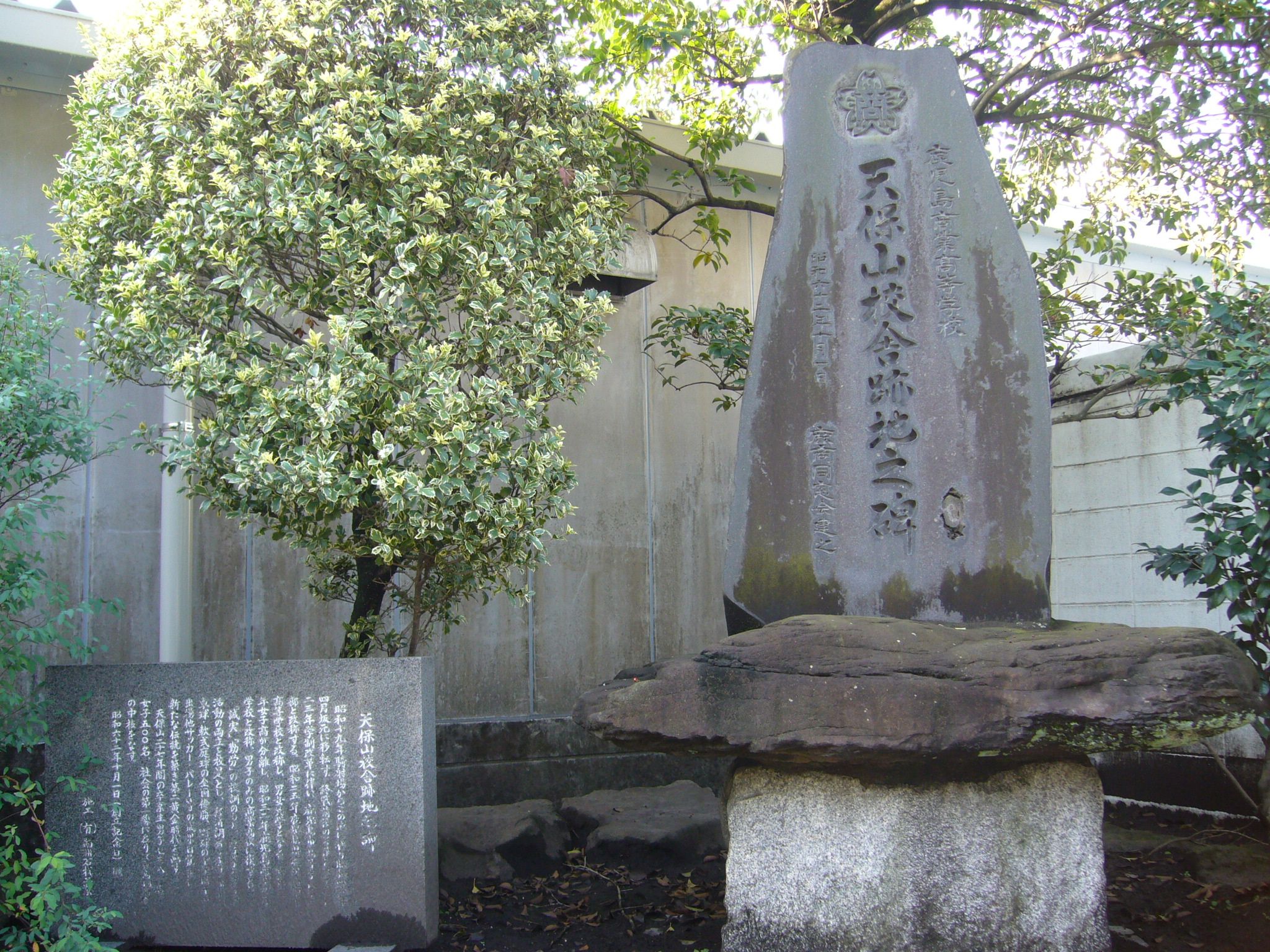
天保山校舎跡記念碑

- 1894年（明治27年）10月 - 鹿児島市易居町に「鹿児島簡易商業学校」として開校[6]。
- 1908年（明治41年）3月 - 「鹿児島市立商業学校」に改称[7]。
- 1920年（大正9年）5月 - 「鹿児島商業学校」と改称[8]、同時に下荒田町に移転[6]。
- 1944年（昭和19年）4月1日 - 教育ニ関スル戦時非常措置方策により、「鹿児島市立工業学校」と改称。
  - 商業科と工業科を設置。天保山町に移転[6]。
- 1946年（昭和21年）4月1日 - 「鹿児島商業学校」に戻り、工業科は鹿児島県立鹿児島工業学校へ移管[6]。
- 1947年（昭和22年）4月1日 - 学制改革（六・三制の実施）が行われる。
  - 商業学校としての生徒募集を停止。
  - 新制中学校を併設し（名称:鹿児島商業学校併設中学校、以下:併設中学校）、1946年（昭和21年）に商業学校へ最後に入学した生徒を収容。
- 1948年（昭和23年）4月1日 - 学制改革により、新制高等学校「鹿児島市高等学校」が発足[6]。
  - 鹿児島市立中学校　→「鹿児島市高等学校 第一部」
  - 鹿児島市立女子興業学校　→「鹿児島市高等学校 第二部」
  - 鹿児島市立高等女学校・私立鹿児島中学校・鹿児島商業学校 → 「鹿児島市高等学校 第三部」
  - 鹿児島青年学校・吉野青年学校・紫原青年学校 → 「鹿児島市立高等学校 第四部」（定時制）
- 1949年（昭和24年）3月31日 - 併設中学校を廃止。
- 1950年（昭和25年）4月1日 - 市立高校の再編により「鹿児島県鹿児島商業高等学校」となる。
  - 鹿児島市高等学校第三部の商業科（男女）、第二部の商業科（女子）、第一部の商業科（男子）、第四部被服別科（女子）を統合し、商業科と家庭科の2学科を設置[6]。
  - 校名に「鹿児島県」を冠しているが、市立の位置づけは変わらなかった。
  - この時、第一部の普通科（男子）と第三部の普通科（女子）が統合され、「鹿児島県玉龍高等学校」となり、第四部は鹿児島県立鹿児島工業高等学校に統合された。
- 1956年（昭和31年）4月1日 - 女子商業科・家庭科が鹿児島県鹿児島女子高等学校として分離[6]。
- 1957年（昭和32年）4月1日 - 「鹿児島商業高等学校」（現校名）に改称。男子のみの商業高校へ復帰[6]。
- 1971年（昭和46年）4月 - 天保山町から西坂元町（現在地）に校舎移転[4]。
- 1993年（平成5年）4月1日 - 情報処理科・国際経済科を設置。
- 2024年（令和6年）4月1日 - 男女共学化と同時に、商業科をビジネスクリエイト科へ改称、情報処理科を情報イノベーション科へ改称、アスリートスポーツ科を設置、国際経済科を募集停止。

## 部活動
部活動は盛んで全国大会で活躍する部も多い。下記の部活のほか、柔道部、相撲部、剣道部、陸上部、バドミントン部、卓球部、ソフトテニス部、サッカー部などが全国大会に出場している。
野球部
- 1898年に創部。選抜高等学校野球大会には1928年春（第5回）で初出場したのを皮切りに計12回出場。最高戦績は1952年春（第24回）のベスト8。全国高等学校野球選手権大会には1927年夏（第13回）で県勢初、以来13回の出場。最高戦績は1986年夏（第68回）のベスト4。国民体育大会では1986年（かいじ国体）に全国優勝している。また九州地区高校野球大会には計42回出場し、優勝2回、準優勝4回の実績を有する。
- かつては鹿児島実業、樟南（旧・鹿児島商工）とともに、県内では高校野球の「御三家」と称されることがあった（『シリーズにっぽんの高校野球5　地域限定エディション　九州編2　熊本･大分･宮崎･鹿児島･沖縄』参照）。
- 春の甲子園の成績は1勝12敗1分である[9][10]。
- 軟式野球部もあり、こちらも全国高等学校軟式野球選手権大会に過去5回出場している。

バレー部
- 全国高等学校バレーボール選抜優勝大会（男子の部）に県内最多の12回出場している。ベスト4が最高。

応援団部
- 運動系各部の応援、全校朝礼等の校歌音頭などで活動。

## 事故・訴訟
1999年10月、同高に在籍していた男子生徒が同校雨天野球練習場横の鉄棒で逆上がりをしようとしたところ、支柱が折れてコンクリート床に転落し、頸髄損傷により重度の後遺症を負った同校OBの男性が鹿児島市に対し安全管理を怠ったとして約1億1000万の損害賠償を求める訴訟。
2003年1月鹿児島地方裁判所(柴田義明裁判官)は「鉄棒の安全管理に手落ちがあった」として、市に2400万円余りの支払いを命じる判決。（”「鉄棒の安全管理に手落ちがあった」　市に2400万円賠償命令　鹿児島”南日本新聞 2003年1月11日）

## 交通
- 鹿児島市営バス3番線・南国交通「日枝神社」バス停より徒歩約5分
- 鹿児島交通「上之原団地」バス停より徒歩約10分

## 関係者一覧

### 著名な出身者
政治・行政
- 徳重種彦（旧制） - 台湾総督府官僚
- 桑鶴実（旧制） - 谷山市長

報道・マスコミ・ジャーナリズム
- 金指誠 - アナウンサー（毎日放送）、ラジオディレクター

芸術・芸能
- 樺島勝一（旧制中退） - 挿絵画家、漫画家
- 澤田敬之助（旧制） - 俳優
- 西郷輝彦（中退） - 歌手、俳優、タレント

スポーツ
野球選手
- 石田政良（旧制）
- 古川清蔵（旧制）
- 白川一（旧制）
- 増田敏（旧制）
- 前川忠男（旧制）
- 太田敏行（市高校三部）
- 塩津義雄
- 篠原良昭
- 下須崎詔一
- 浜崎正人
- 中原勝利
- 秋葉敬三
- 奥薗満
- 堂園喜義
- 川畑伸一郎
- 小牧雄一
- 井上一樹
- 小野幸一
- 川﨑成晃

サッカー選手
- 牧内辰也
- 池ノ上俊一
- 小久保悟
- 白川伸也
- 村口良平

サッカー指導者
- 松澤隆司

大相撲力士
- 伊波興輝
- 里山浩作
- 禧集院昭広
- 大奄美元規

バレーボール選手
- 原秀治
- 盛重龍
- 日高裕次郎
- 兒玉康成
- 迫田郭志
- 河東祐大

バスケットボール選手
- 赤塚将輝
- 山田安斗夢

陸上競技選手
- 入船敏
- 下野伸一郎

柔道家
- 吉松義彦（旧制）
- 松下三郎[11]

ボクサー
- 大久祐哉

### 著名な教職員
- 西村一意（校長） - 俳人
- 横田真之（硬式野球部元監督）